# Плотников, Николай Владимирович
Николай Владимирович Плотников (род. 22 июня 1960) — российский учёный и деятель спецслужб, начальник Академии ФСБ, генерал-полковник, кандидат социологических наук и доктор экономических наук, почётный сотрудник контрразведки.

## Биография
Окончил Уфимский авиационный институт имени Серго Орджоникидзе. С 1982 по 1987 год проходил службу в авиационных подразделениях на различных должностях в военных округах Советской армии. С 1987 года служит в органах государственной безопасности, в 1988 году окончил Высшие курсы военной контрразведки КГБ СССР (Новосибирск), после чего проходил службу на оперативных и после распада Союза ССР на руководящих должностях. Возглавлял Институт Федеральной службы безопасности Российской Федерации, являлся членом Совета ректоров высших учебных заведений Новосибирской области.
21 декабря 2010 года защитил кандидатскую диссертацию «Управление инновационной научной деятельностью в вузах: проблема оценки эффективности» (научный руководитель Н. П. Нарбут; официальные оппоненты В. А. Фёдоров и А. Л. Стремовская), в 2016 году — докторскую диссертацию «Обеспечение экономической безопасности высшего образования: теоретические и методологические аспекты».
С 2018 года — первый заместитель начальника Академии ФСБ. Указом президента Российской Федерации В. В. Путина от 30 декабря 2021 назначен начальником Академии ФСБ России.
Передал 100 тысяч рублей на сооружение бюста В. В. Недошивина на Аллее Героев.

### Награды
Награждён орденом «За военные заслуги», орденом Дружбы, медалями, а также ведомственными наградами Российской Федерации.